# Kamo, l'idée du siècle
 (novembre 2016).
Si vous disposez d'ouvrages ou d'articles de référence ou si vous connaissez des sites web de qualité traitant du thème abordé ici, merci de compléter l'article en donnant les références utiles à sa vérifiabilité et en les liant à la section « Notes et références ».
Kamo, l'idée du siècle est un roman de fiction réaliste pour enfants de Daniel Pennac, avec des illustrations de Jean-Philippe Chabot, paru en 1993 chez Gallimard Jeunesse, dans la collection Folio Junior (no 803).
Le roman met en scène Kamo, jeune garçon brillant et hors norme qui est élevé par sa mère, Tatiana. Le narrateur de l'histoire est son meilleur ami, et le lecteur ignore son nom. C'est, lui aussi, un jeune garçon, qui vit avec ses gentils parents : Moune, sa mère, et Pope, son père. Les deux garçonnets sont encore à l'école primaire, en CM2, et fréquentent la classe de monsieur Margerelle. C'est le premier d'une série de quatre tomes.

## Résumé
C'est par un drame du quotidien que débute l'histoire : Mado-Magie et son compagnon viennent de se séparer. Elle verse des torrents de larmes dans la cuisine de la famille du narrateur ; tous compatissent à sa douleur, mais comment lui venir en aide ? C'est alors que germe dans le cerveau de Kamo ce qu'il appelle « l'idée du siècle » (il en a plusieurs par jour, des idées du siècle) : rédiger une annonce matrimoniale décrivant la belle et bonne personne qu'est Mado-Magie et la faire publier dans les journaux du monde entier. Aussitôt dit, aussitôt fait : Kamo et son ami s'attellent à la rédaction du texte de l'annonce.  
L'idée de la version définitive et parfaite vient à Kamo pendant les heures de classe et il fait passer le fruit de ses cogitations au narrateur sous la forme d'un petit mot soigneusement plié, mais qui est malheureusement intercepté par le vigilant monsieur Margerelle. Ce dernier empoche le billet sans même le lire, et poursuit son exposé.
C'est qu'une affaire d’importance occupe la classe. Monsieur Margerelle est adoré de ses élèves, qui l'ont surnommé leur « Maître  Bien-Aimé ». L'année prochaine, c'est la Sixième qui les attend, et il appartient à l'enseignant de préparer les enfants à ce bouleversement. Dame, ils sont tous si différents : Kamo, l’élève brillant et incontrôlable ; le narrateur, toujours discret ; le grand Lanthier, toujours prêt à proférer une sottise ; et le petit Jérémy Malaussène, timide mais, semble-t-il, promis à un bel avenir. Le grand changement, ce sera le grand nombre d'enseignants qui feront cours aux enfants – finie la sécurisante stabilité qu'offre monsieur Margerelle : on changera de professeur plusieurs fois par jour. Comment se préparer à cela ? C'est simple : Kamo décide que monsieur Margerelle  doit jouer, successivement, le rôle de chaque professeur que les élèves rencontreront. Quelle meilleure façon pour apprendre à s'adapter à chacun d'entre eux ? Et un lundi matin, la classe bascule dans un autre monde.
Ce n'est pas monsieur Margerelle qui pénètre ce matin-là dans la salle, mais un homme sec, glacial, au visage de marbre et à la voix tranchante comme une lame de couteau : monsieur Crastaing, professeur de français. En fait, les enfants voient bien que c'est leur Maître Bien Aimé qui joue le rôle ingrat de l'austère professeur, mais la transformation est stupéfiante. Et les élèves sont tout aussi stupéfaits quand le rigide enseignant laisse place à un sympathique personnage qui ne s'exprime que dans la langue de Shakespeare : c'est monsieur Simon – enfin, « Mister Saïmone » – leur futur professeur d'anglais. Puis apparaît un homme bienveillant, calme mais ferme, monsieur Arènes, qui sera leur professeur de mathématiques. Et c'est toujours monsieur Margerelle qui joue le rôle de chacun, avec tics, manies, bons et mauvais côtés. Ah, il est fort, monsieur Margerelle ! Très fort ! Les élèves sont épatés, mais ils sentent naître en eux une certaine inquiétude quand ils constatent que jamais plus ils ne voient monsieur Margerelle, enfin, le vrai, celui qu'ils aiment et qui leur manque. La comédie a assez duré, pensent-ils, mais rien ne change. Les parents d'élèves sont ravis, et chantent les louanges de cet instituteur qui sait si bien préparer ses élèves au monde étrange de la Sixième. Même le directeur de l'école joue le jeu, et accepte que se tienne un conseil de classe, comme chez les grands, en présence de tous les professeurs (enfin, de monsieur Margerelle qui change de rôle avec une incroyable aisance).
Ce qui inquiète vraiment Kamo, c'est que monsieur Margerelle semble ne plus jamais redevenir lui-même : il ne vient plus à l'école à moto, et les belles jeunes filles – jamais la même – qu'il emmenait en croupe sur son puissant véhicule ont disparu, elles aussi. Quand il marche dans la rue, il se comporte encore comme le dernier professeur qu'il incarnait. Même l'annonce de son répondeur téléphonique a changé : il ne dit plus « je » mais « nous ». Monsieur Margerelle serait-il devenu fou pour de bon ?
Kamo s’inquiète donc, jusqu'à ce beau samedi matin où les élèves soulagés voient entrer leur Maître Bien Aimé qui s'assied en tailleur sur son bureau, comme il a coutume de le faire quand il va raconter une histoire, et prend la parole : il était une fois un instituteur qui, un jour, confisqua un billet à un élève. Sur ce billet, il lut la description d'une femme magnifique, et il sut que c'était la femme de sa vie. Il partit à sa recherche sur sa moto, grilla un feu rouge, et un policier confisqua la moto. Puis il rencontra la femme, qui lui dit qu'elle ne pouvait dire si elle l'aimerait, car elle ne savait pas quel était son genre d'homme. Alors il décida d'adopter plusieurs personnalités différentes, afin de lui offrir un choix. Et il en profita pour aider ses petits élèves à grandir et à s'habituer au changement de professeurs qui les attendait l'année suivante. Alors, finie la moto, disparues les belles jeunes filles, et bienvenue à la nouvelle annonce du répondeur. Grâce à Kamo, qui a vraiment eu « l'idée du siècle », Mado-Magie a retrouvé le bonheur, les écoliers sont devenus de petits collégiens et tout est bien qui finit bien.